# Yongzheng
El Emperador Yongzheng (chino: 雍正, pinyin: Yōngzhèng, Wade-Giles: Yung-cheng, Pekín, 13 de diciembre de 1678 - Pekín 8 de octubre de 1735) fue el cuarto emperador de la dinastía Qing, y el tercero que reinó sobre toda China. Sucedió a su padre el emperador Kangxi, que había consolidado el poder de la nueva dinastía. Su nombre de pila era Yinzhen, y adoptó el nombre de era Yongzheng al acceder al trono en diciembre de 1722. 
El ascenso al trono de Yongzheng fue inesperado. Kangxi no había elegido públicamente a su sucesor, y se limitó a nombrarlo en su testamento, que fue leído el día de su muerte. Yongzheng, aunque hábil factor político y cercano a su padre, había estado relativamente aislado de las distintas facciones de la Corte Imperial, por lo que no era considerado como uno de los principales candidatos a la sucesión. Así, su reinado comenzó con su legitimidad cuestionada, y se vio obligado a purgar la Corte y a desterrar o degradar a muchos de sus hermanos, a los que percibía como potenciales rivales al trono. 
El emperador Yongzheng está considerado como un gran reformista. Yongzheng abrazó el legalismo confuciano, e impuso una serie de reformas estructurales de la administración y de la economía de China que sentaron las bases de la explosión demográfica y económica que vivió China durante el siglo XVIII, contribuyendo al afianzamiento definitivo de la dinastía Qing. Emancipó a los pequeños campesinos, y prohibió la esclavitud y la servidumbre; promovió la roturación de nuevas tierras, el desarrollo de la agricultura y de las manufacturas por toda China, y expandió canales y vías de comunicación. Combatió fieramente la corrupción y trató de revitalizar la administración, racionalizando nombramientos y facilitando el acceso de minorías étnicas al mandarinato. Igualmente, acometió la pacificación definitiva de las fronteras occidentales de China, planeando diversas campañas militares contra los mongoles de Zungaria e interviniendo militarmente en el Tíbet a favor del Dalái lama. 
Yonzheng falleció de manera inesperada en 1735 a los 56 años de edad, posiblemente a consecuencia de un envenenamiento causado por los múltiples elixires de inmortalidad que consumía. Fue sucedido por su hijo Qianlong, quien continuó sus políticas económicas y militares, y pudo beneficiarse de muchas de las reformas instauradas por Yongzheng durante los 12 años de reinado.

## Primeros años

### Nacimiento y primeros años (1678-1709)

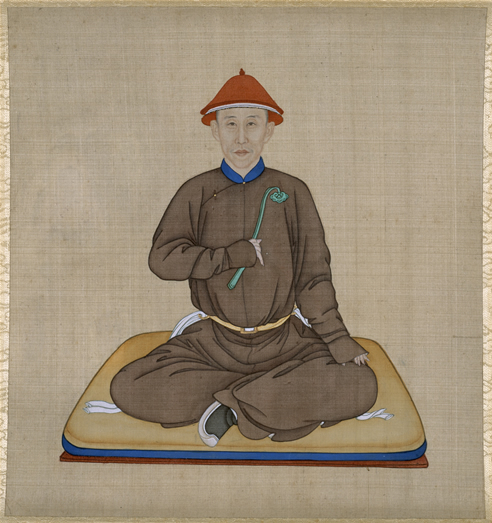
El joven emperador Yongzheng, como Gran Príncipe Yong

Yinzhen fue el undécimo hijo del emperador Kangxi, y el cuarto príncipe imperial que llegó a la edad adulta. Su madre, conocida históricamente como la emperatriz Xiaogongren, pertenecía al clan manchú Uya. Había sido seleccionada como consorte secundaria de Kangxi, y en la época en que nació Yinzhen su rango era tan bajo que no tenía derecho a criar a sus propios hijos. Durante la mayor parte de su infancia, Yinzhen fue criado por la noble consorte Tong, hija de Tong Guowei, tío materno del emperador Kangxi y eminente funcionario en la primera parte del reinado de éste. La consorte Tong murió cuando Yinzhen tenía sólo 9 años. 
Después de dar a luz a más hijos, la madre de Yinzhen fue ascendida a pin y luego a fei, y pasó a ser conocida como defei o consorte virtuosa. Kangxi se involucró en la educación de Yinzhen, e insistió en darle una educación tradicional china basada en los principios confucianos que Yinzhen abrazaría durante el resto de su vida. También lo educó en literatura china, manchú y mongola, y en artes marciales. El emperador Kangxi no crio a sus hijos sólo dentro de palacio. También los expuso al mundo exterior y les dio una rigurosa educación. Yinzhen acompañó a su padre en varios viajes de inspección por la zona de Pekín, así como en uno más al sur. Se convirtió en el líder honorario del ejército del Estandarte Rojo durante la Batalla de Jao Modo entre el Imperio Qing y el Khanato de Zungaria mongol encabezado por Galdan Khan. Yinzhen fue nombrado beile (príncipe de tercer rango) en 1689 junto con varios de sus hermanos, y promovido a junwang (príncipe de segundo rango) en 1698.

### Sucesión de Kangxi (1709-1722)
Durante su largo reinado, Kangxi mantuvo una confusa política sucesoria, algo que llevó al faccionalismo cortesano y al enfrentamiento más o menos abierto entre sus hijos y diversas camarillas cortesanas. Esto marcó profundamente al futuro Yongzheng, y buena parte de sus acciones como emperador, desde su decisión de distanciar al trono de las facciones cortesanas hasta la teatralidad con la que rodeó a su propia sucesión, estuvieron motivadas por sus experiencias durante los últimos años del reinado de Kangxi.

#### Caída de Yinreng
Hacia 1700, el principal candidato a la sucesión era el segundo hijo de Kangxi, el príncipe Yinreng. Nominalmente, Yinreng (1674-1725) había sido el príncipe heredero durante toda su vida, y era el favorito de Kangxi: el propio emperador lo había enseñado a leer y escribir, y lo había proclamado heredero cuando Yinreng tenía un año de edad. Esta posición comenzó a deteriorarse en 1696. Entre 1696 y 1697, cuando el emperador Kangxi se ausentó en dos ocasiones en campañas militares contra los zúngaros, Yinreng fue nombrado regente para supervisar los asuntos de la capital imperial, Pekín. En ausencia de su padre, Yinreng protagonizó una serie de escándalos cortesanos y acusaciones de inmoralidad que afectaron a su reputación. De hecho, la corte imperial estaba dividida entre interpretar la regencia como un castigo o una señal de favor: aunque ser nombrado regente de Pekín era señal de favor, Kangxi se había llevado consigo al resto de príncipes imperiales (incluido a Yinzhen), lo que se interpretó como un deseo de que se colmaran de gloria militar y, la mismo tiempo, de privar a Yinreng de tal honor. 
Pese a ello, Yinreng siguió gozando del favor de su padre y recibió los Jardines del Oeste (西花園) de Pekín como residencia. En 1703, el tío-abuelo de Yinreng, Songgotu, fue declarado culpable de una serie de delitos de corrupción y de intentar asesinar al emperador Kangxi, fue encarcelado y murió poco después. A consecuencia de esto, Yinreng fue perdiendo el favor de su padre. En 1708, durante una expedición de caza en Rehe, el emperador Kangxi acusó a Yinreng de inmoralidad, incorrección sexual, usurpación de poder y traición. Yinreng fue despojado de su cargo de príncipe heredero y encarcelado. Cuando se descubrió más tarde que el príncipe Yinzhi había empleado a lamas para lanzar hechizos malignos sobre Yinreng, el emperador Kangxi perdonó a Yinreng en 1709 y lo restituyó como príncipe heredero. Durante este período, Yinzhen había apoyado a su hermano Yinreng como legítimo heredero, algo que Kangxi alabó con posterioridad. 
Aunque restituido como príncipe heredero, la reputación de Yinreng estaba seriamente dañada, y diversas facciones de la corte imperial empezaron a apoyar más o menos abiertamente la sucesión de otros príncipes imperiales. Kangxi contribuyó implícitamente a ello. Así por ejemplo, alabando el apoyo que Yinzhen había brindado a Yinreng durante 1708,  Kangxi decidió recompensar la lealtad fraternal de Yinzhen ascendiéndolo de junwang a qinwang (príncipe de primer rango) bajo el título de "Príncipe Yong de primer rango (en chino tradicional, 和碩雍親王; en chino simplificado, 和硕雍亲王; pinyin, Héshuò Yōng Qīnwáng; Manchú: hošoi hūwaliyasun cin wang). Este ascenso era una inusual señal de favor imperial, con lo que de facto Kangxi socavó la posición de Yinreng a favor de la del propio Yinzhen. 
Entre 1709 y 1712, la posición de Yinreng se debilitó, debido sobre todo a su comportamiento errático y a una serie de escándalos sexuales y protocolarios. Alarmado por el comportamiento de Yinreng, Kangxi se convenció de que Yinreng estaba loco, y en 1712 lo depuso definitivamente y decretó su confinamiento domiciliario.

#### Disputas sucesorias
A partir de este momento, Kangxi decidió no nombrar heredero, y promovió una política abiertamente ambigua en cuanto a la cuestión sucesoria. Kangxi pretendía así evitar enfrentamientos entre sus hijos y, sobre todo, ser depuesto en caso de legitimar a uno de ellos como sucesor. El resultado de su ambigüedad fue todo lo contrario, al provocar la fractura de la Corte Imperial en torno a los distintos príncipes imperiales. 
Los considerados "favoritos" eran Yinzhi, Yinsi, y Yinti (los príncipes tercero, octavo y decimocuarto, respectivamente). Yinzhi (1672-1735) era el hijo mayor del emperador además de estar emparentado con el poderoso clan Yehe Nara por vía materna. Yinzhi habría sido el principal candidato a la sucesión de no haber caído en desgracia en 1709 al ser acusado de haber recurrido a la brujería para provocar la caída en desgracia de Yinreng. Yinsi (1680-1726) era el favorito entre los mandarines y funcionarios de la Corte, pero no contaba con el favor de su padre, y el bajo estatus de la familia de su madre afectó a su prestigio entre los jerarcas manchúes. Estos apoyaban sobre todo a Yinti (1688-1755), hermano menor del propio Yinzhen, cuyo prestigio militar se vio cimentado por su victoria en 1718 frente a los zúngaros, cuando Yinti había dirigido una expedición de 300 000 soldados al Tíbet para expulsar a los zúngaros del mismo y restituir al Dalái lama en su trono.
Yinzhen había apoyado a Yinreng como heredero, y a diferencia de sus hermanos, no construyó una gran base política para sí mismo hasta los últimos años del reinado del emperador Kangxi. A diferencia del cultivo de una base de apoyo partidista por parte de Yinsi, Yinzhen lo hizo en gran medida lejos de los focos. En su lugar, Yinzhen se centró en la piedad filial hacia Kangxi y cumplió obedientemente las tareas encomendadas como subordinado del Emperador. 
En comparación con otros hermanos, Yinzhen no tenía ninguna ventaja clara. A diferencia de Yinsi, Yinzhen no tenía ni una asociación estrecha ni una buena relación con la mayoría de los funcionarios y mandarines de la corte. Tampoco contaba con el apoyo de ningún clan manchú poderoso, dado que era hijo de una consorte de bajo rango, ni destacaba particularmente por sus proezas militares. Además, Yinzhen no era agradable: cultivaba siempre una apariencia fría, y abrazada el trato duro del legalismo confuciano ante cualquier tipo de pecado moral o violación legal de los mandarines. Reconociendo este hecho, Yinzheng no mostró públicamente ninguna ambición por el puesto de heredero, evitando atraer atención y animosidades innecesarias; ver a otros contendientes luchar entre sí era más beneficioso para él. Yinzhen incluso solicitó muchas veces la misericordia y el perdón de Kangxi para otros príncipes, incluido el depuesto Yinreng, lo que le valió los elogios y el favor de Kangxi.
Apreciando el conocimiento de las tradiciones y costumbres confucianas de Yinzhen, en 1712 Kangxi lo puso a cargo de dirigir las ceremonias y rituales imperiales, encabezando de manera informal el Ministerio de Ritos. En la corte imperial, Yinzhen también estaba profundamente involucrado en los asuntos del Estado y participaba intensamente en los debates políticos, donde adquirió habilidades diplomáticas. Aunque contaba con pocos apoyos entre las distintas facciones de la Corte, Yinzhen se convirtió en un miembro indispensable del círculo más próximo al emperador. 
Como consumado político, Kangxi sabía que la humildad y la piedad filial de Yinzhen no eran realmente sinceras, sino más bien una tapadera para protegerse a sí mismo. No obstante Kangxi seguía haciendo elogios a Yinzhen y disfrutaba de la aparentemente buena relación con su hijo. En una situación en la que sus hijos pisoteaban abiertamente las relaciones familiares, la "falsa" piedad filial y la amabilidad de Yinzhen eran ya un refugio para Kangxi. Kangxi también esperaba que Yinzhen, a pesar de ser pretencioso, realmente no maltratara a su difunto padre y al depuesto Yinreng en el futuro, lo que se demostró relativamente acertado. Como resultado, Kangxi no sólo no desenmascaró a Yinzhen, sino que se convirtió en cómplice del mismo.

#### Muerte de Kangxi y sucesión
En 1722, año de la muerte de Kangxi, con Yinzhi bajo arresto domiciliario, la corte centraba la cuestión sucesoria en torno a Yinti y Yinsi. Yinsi contaba con el favor de la burocracia imperial y era generalmente considerado el príncipe de mayor habilidad, pero sus relaciones con su padre, que lo percibía como una amenaza para su propio poder, eran difíciles y distantes. Por su parte, Yinti contaba con el apoyo del estamento militar y de los grandes clanes manchúes, y aunque general de cierta habilidad, no era tan hábil político como Yinsi. Consciente de que sin el apoyo de los abanderados manchúes su ascenso al trono sería difícil, Yinsi había llegado a un entendimiento con Yinti, que cristalizó cuando Kangxi decidió enviar en 1722 a Yinti a pacificar la frontera con el Kanato de Zungaria en el noroeste de China. Kangxi concedió a Yinti el título aparentemente grandioso de "Príncipe General en Jefe de Fuyuan" (撫遠大将軍王) y se celebró solemnemente su ceremonia de partida. Yinsi y su camarilla interpretaron esto como que Yinti iba a ser elegido como heredero y, por tanto, se comprometieron a apoyar a Yinti y le animaron a realizar logros militares para demostrar su "valía".
El historiador Yi Zhongtian argumenta que tal "ascenso" fue en realidad una maniobra de Kangxi para desviar la atención y proteger a Yinzhen, que para entonces sería ya su heredero secreto. Al enviar a Yinti a una campaña militar lejos de la capital, Kangxi estaría intentando distraer a la atención pública. Los funcionarios de la corte, creyendo que Yinti iba a ser elegido heredero, no molestarían más a Kangxi por el asunto sucesorio. Al enviarlo a la frontera noroeste, Kangxi aislaba a Yinti de los círculos de Yinsi, su nuevo aliado, y evitaba la formación de nuevas camarillas en torno a Yinti, socavando al mismo tiempo la capacidad de Yinsi de maniobrar políticamente ahora de que su hermano parecía destinado al trono. Además, Yinti no podría utilizar las tropas que tenía bajo su mando para dar un golpe de Estado, ya que Nian Gengyao, general cercano de Yinzhen, controlaba el suministro de alimentos y la ruta de regreso de las tropas de Yinti. Ascender a Yinti era también una forma de controlar a Yinzhen: si la "inversión" de Kangxi en Yinzhen resultaba un fracaso, todavía tenía a Yinti como opción alternativa. Con Yinti como competidor, Yinzhen no caería en la autocomplacencia ni se volvería contra Kangxi. La camarilla de Yinsi, aferrada a la esperanza de las perspectivas de futuro de Yinti, tampoco intervendría de forma imprudente. El título de "príncipe general en jefe" de Yinti parecía grandioso, pero en realidad era ambiguo: no era ni "general" ni "príncipe", y podía interpretarse de varias maneras, lo que podía utilizarse a favor de Yinti o de Yinzhen si se presentaba la situación. Estos títulos dudosas con múltiples interpretaciones eran un truco tradicional en la política china.
De hecho, había ya señales de que Yinzhen era en realidad el elegido de Kangxi. En primer lugar, Kangxi ocasionalmente mencionaba como Yinzhen fue criado por Kangxi y alababa su piedad filial. En segundo lugar, en el evento conmemorativo del 60.º año de reinado de Kangxi (1721), a Yinzhen se le encomendó la tarea de celebrar las ceremonias rituales para los antepasados de la familia real en los Tres Grandes Mausoleos de Shenyang. Poco después, a Yinzhen también se le encargó la organización del Sacrificio al Cielo (南郊禮), la ceremonia más sagrada de la tradición confuciana, en el día del solsticio de invierno. Además, Kangxi también favorecía mucho al hijo de Yinzhen, Hongli (el futuro emperador Qianlong), y había tomado un interés directo por su educación. Eso también podría contribuir a que Kangxi apoyara a Yinzhen como su heredero, de forma similar a como el emperador Yongle eligió a su heredero debido a su favor al hijo del príncipe heredero.
La salud de Kangxi, bastante afectada desde 1722, empeoró a lo largo de 1722. El 20 de diciembre de 1722, sintiéndose morir, el enfermo emperador Kangxi llamó a su lecho de muerte a siete de sus hijos y al comandante general de la gendarmería de Pekín, Longkodo. Kangxi murió poco después, y siguiendo las instrucciones del emperador, Longkodo leyó el testamento y declaró que Yinzhen sería el sucesor del emperador Kangxi. Algunas pruebas han sugerido que Yinzhen había estado en contacto con Longkodo desde hacía meses para preparar su sucesión por medios militares, aunque en sus capacidades oficiales sus encuentros eran frecuentes.
Aunque el meticuloso plan de Kangxi permitió que Yinzhen fuera coronado emperador, también creó muchas disputas sobre la sucesión de Yinzhen, ya que no había una forma directa e intuitiva de probar la legitimidad de Yinzhen. La elección de Yinzhen fue una sorpresa para muchos otros príncipes (incluso Yinzhen fingió estar sorprendido): de todos los príncipes imperiales, no era ni el mayor (Yinzhi, una vez excluido Yinreng), ni el más talentoso (Yinsi), ni el más experimentado en asuntos marciales (Yinti), según los criterios tradicionales para seleccionar el heredero al trono. Kangxi tampoco había hecho ninguna mención pública sobre su decisión, y su voluntad sólo se conocía a través del testamento proporcionado por Longkodo. Kangxi no había depositado el testamento con la burocracia imperial, ni lo había firmado delante de testigos. En suma, no había ninguna prueba decisiva que demostrara que el testamento no era una falsificación. Para el público contemporáneo, tampoco había datos que explicaran por qué Kangxi había elegido a Yinzhen por encima de Yinzhi, Yinsi, o Yinti. Como resultado, la sucesión de Yinzhen se enfrentó a la feroz oposición de antiguos contendientes como Yinti y Yinsi. La purga de los disidentes y la consolidación de su propia posición ocuparon gran parte del reinado inicial de Yinzhen como emperador.

#### Leyendas sobre la sucesión
Una leyenda muy difundida que persiste hasta nuestros días, afirma que Yinzhen fue coronado emperador después de modificar el testamento final del emperador Kangxi que detallaba quién le sucedería. Hay dos versiones de la leyenda, ambas implican al carácter chino  "十" (pinyin, shí; literalmente, ‘diez’), y por extensión, a Yunti, príncipe Xun. Una versión consiste en que Yizhen manipuló el carácter "十" de la frase "transferir el trono al decimocuarto príncipe" (傳位十四皇子, donde 十四=decimocuarto) por el carácter "于" (pinyin, yú, pasar), que cambió la frase por "pasar el trono al cuarto príncipe" (傳位于四皇子, donde 于四 = pasar al cuarto). Otra versión afirma que "十" fue cambiado por "第" (dì), que significa "número secuencial" (四 = cuatro, 第四 = el cuarto), alterando la frase a "transferir el trono al cuarto príncipe" (Chinese: 傳位第四皇子). La Academia Sinica han refutado la teoría, ya que los documentos oficiales Qing, cuando mencionan a los hijos del emperador, siempre enumeran el título del hijo, así como el rango del hijo entre los hijos del emperador y el nombre del hijo. En este caso, el testamento menciona al "príncipe Yong, cuarto hijo del emperador, Yinzhen", así como el gran aprecio que el emperador Kangxi sentía por Yinzhen, y su creencia de que éste debía sucederlo en el trono. Manipular el testamento se hace imposible sin dejar signos evidentes de alteración, ya que Yinti, si se hace referencia en el testamento, aparecería como el decimocuarto hijo del Emperador, que contiene cuatro caracteres chinos en lugar de tres para Yinzhen, como cuarto hijo del Emperador. También se ha observado que el carácter chino "于" es un carácter simplificado que se escribe como "於" con los caracteres tradicional que se habrían usado en la época Qing, lo que dificultaría el fraude de alterar 十 por 於. Además, el testamento de Kangxi estaba escrito en chino tradicional, manchú y mongol. La teoría de la alteración se sostiene únicamente en la alteración de la versión china del testamento, ya que el testamento, tal y como está escrito en manchú y mongol, es imposible de alterar debido a las diferentes características del idioma.

## Inicios de su reinado

### Cuestiones de legitimidad y purgas políticas
Tras ascender al trono en diciembre de 1722, Yinzhen adoptó el nombre de época "Yongzheng" (en chino tradicional, 雍正 lit. "Justicia armoniosa") en 1723 a partir de su título de nobleza "yong" (en chino tradicional y simplificado, 雍 lit. "armonioso") y "zheng" (en chino tradicional, 正 lit. "justo, correcto, recto"). Se ha sugerido que el segundo carácter de su nombre de época fue un intento de encubrir su reclamación ilegal del trono llamándose "justificado".  
Su primer acto oficial como emperador fue liberar a su viejo aliado, el decimotercer príncipe Yinxiang, que había sido encarcelado por el emperador Kangxi. Algunas fuentes indican que Yinxiang, el más militarista de los príncipes, reunió a un grupo especial de soldados de Pekín de la comandancia de Fengtai para que tomaran el control de la Ciudad Prohibida y sus alrededores con el fin de impedir cualquier acción de los aliados de Yinsi. En la primera biografía completa del emperador Yongzheng, escrita por Feng Erkang, éste escribe que hay sospechas sobre fechas incorrectas y partes del testamento que faltan. Sin embargo, está de acuerdo con la tesis de que Yinzhen accedió al trono legítimamente (aunque con hábiles maniobras políticas y militares). 
Inmediatamente después de suceder en el trono, el emperador Yongzheng eligió un nuevo consejo de gobierno. Estaba formado por el octavo príncipe Yinsi, el decimotercer príncipe Yinxiang, Zhang Tingyu, Ma Qi y Longkodo. Yinsi recibió el título de príncipe Lian, y Yinxiang el de príncipe Yi, y ambos recibieron los más altos cargos del país. La naturaleza confusa de su ascenso al trono fue siempre objeto de controversia, y ensombreció el comienzo del reinado del emperador Yongzheng. Como muchos de sus hermanos no veían su sucesión como legítima, el emperador Yongzheng se volvió cada vez más paranoico de que conspiraban para derrocarlo. Los primeros protagonistas de la batalla por la sucesión, Yinzhi, el mayor, y Yinreng, el antiguo príncipe heredero, siguieron viviendo bajo arresto domiciliario. Yinreng murió dos años después del inicio del reinado del emperador Yongzheng, y Yinzhi bajo arresto domiciliario en 1735, unos meses antes que el propio Yongzheng.
Lo más importante para Yongzheng era dividir la facción Yinsi (encabezada por Yinsi y Yin'e, el noveno y el décimo príncipe respectivamente, y sus seguidores), y aislar a Yinti para reducir su poder. 
Yongzheng percibía a Yinsi y su partido, formado por los príncipes Yintang, Yin'e, Yinti, y sus asociados, como su mayor desafío político en los primeros años de su reinado. Para reducir su influencia política, el emperador Yongzheng emprendió una estrategia de "divide y vencerás". Inmediatamente después de ascender al trono, el emperador otorgó a Yinsi el título de "Príncipe Lian", nominalmente el más alto rango nobiliario. A continuación, Yinsi también fue nombrado ministro del Lifan Yuan (Oficina de Asuntos Feudales) y el miembro de mayor rango del consejo imperial que asistía al emperador Yongzheng; su posición en aquel momento era esencialmente la de un Canciller o primer ministro. Al elevar ostensiblemente a Yinsi a un papel político más prominente, el emperador Yongzheng mantuvo a Yinsi bajo estrecha vigilancia y lo mantuvo ocupado con asuntos de estado, reduciendo la posibilidad de que realizara maniobras políticas entre bastidores. Los aliados de Yinsi recibieron un trato notablemente diferente. Yintang fue enviado a Qinghai con el pretexto del servicio militar, pero en realidad fue vigilado por el protegido de confianza del emperador Yongzheng, Nian Gengyao. A Yin'e, el décimo príncipe, se le dijo que abandonara la capital para despedir a un príncipe mongol que se marchaba, pero como se negó a completar este viaje como el emperador le ordenó, el emperador Yongzheng lo despojó de todos sus títulos en mayo de 1724 y lo desterró a Shunyi, al norte de la capital. 
Al enviar por la fuerza al partido de Yinsi a lugares separados geográficamente, el emperador Yongzheng hizo extremadamente difícil que sus rivales se unieran y conspiraran contra él. Mientras que algunos de los subordinados de Yinsi fueron nombrados a altos cargos, otros fueron degradados o desterrados, lo que dificultó que el partido de Yinsi mantuviera el mismo conjunto de intereses partidistas. El emperador Yongzheng reprendió públicamente a Yinsi en 1724 por la mala gestión de un encargo, acabando por destituirlo de su cargo y enviarlo a arresto domiciliario. Yinsi fue obligado a rebautizarse como "Acina", un insulto despectivo en el idioma manchú. El emperador también confiscó los bienes de Yintang y Yin'e.
El decimocuarto príncipe, Yinti, nacido de la misma madre que el emperador Yongzheng, fue llamado a Pekín desde su puesto militar en la frontera de Xinjiang. Consciente de la delicada situación militar en la frontera, Yonzheng eligió a Nian Gengyao para sustituir a Yinti como comandante de la fuerza expedicionaria del noroeste. Yinti, que había albergado la esperanza de ser entronizado, se mostró reacio a reconocer la sucesión del emperador Yongzheng como legítima. Yinti fue acusado de violar el decoro imperial en los funerales del difunto emperador, y puesto bajo arresto domiciliario por el emperador Yongzheng en las tumbas imperiales al oeste de Pekín. Los historiadores creen que su madre, la emperatriz viuda Renshou, favoreció a Yinti en parte porque lo crio ella misma, mientras que no crio a Yongzheng. Sin embargo, el conflicto cada vez más agudo entre sus dos hijos supervivientes causó un gran dolor a su madre. Murió menos de seis meses después que el emperador Kangxi.
Nian Gengyao había sido un aliado crucial del emperador Yongzheng mucho antes de que éste subiera al trono. Entre otras cosas, su apoyo había sido crucial para evitar que Yinti usara a sus tropas para orquestar un golpe militar contra Yongzheng. A lo largo de 1723, Nian protagonizó una serie de victorias militares contra los zúngaros, lo que incrementó demasiado su prestigio y poder. Temiendo que Nian ya no estaba bajo su control, Yongzheng emitió un edicto imperial que degradaba a Nian a la posición de general en Hangzhou. Como Nian seguía sin someterse a Yongzheng, finalmente se le dio un ultimátum y se le obligó a suicidarse consumiendo veneno en 1726. Longkodo, otro antiguo aliado de Yongzheng como comandante de las milicias de la capital, cayó en desgracia en 1728 y murió mientras estaba bajo arresto domiciliario.
Después de subir al trono, el emperador Yongzheng suprimió los escritos que consideraba desfavorables a su gobierno, en particular todos los que tenían un sesgo antimanchú. Entre ellos destacan los de Zeng Jing, un antiguo opositor a los exámenes imperiales que no había tenido éxito y que estaba muy influenciado por el erudito del siglo XVII Lü Liuliang. Zeng intentó incitar al gobernador general de Shaanxi-Sichuan, Yue Zhongqi (descendiente del general antijurídico Yue Fei), a rebelarse contra el gobierno Qing. Yue Zhongqi no tardó en delatarlo, y en 1730 las noticias del caso llegaron al emperador Yongzheng. Muy preocupado por las implicaciones del caso, el emperador hizo que Zeng Jing fuera llevado a Pekín para ser juzgado. El veredicto del emperador parecía demostrar la benevolencia de un soberano confuciano: atribuyó las acciones de Zeng a la credulidad e ingenuidad de un joven engañado por la retórica abusiva y exagerada de Lü Liuliang. Además, el emperador sugirió que el ataque original de Lü Liuliang contra los manchúes estaba fuera de lugar, ya que habían sido transformados por su larga exposición a la fuerza civilizadora del confucianismo.

## Reformas administrativas y económicas

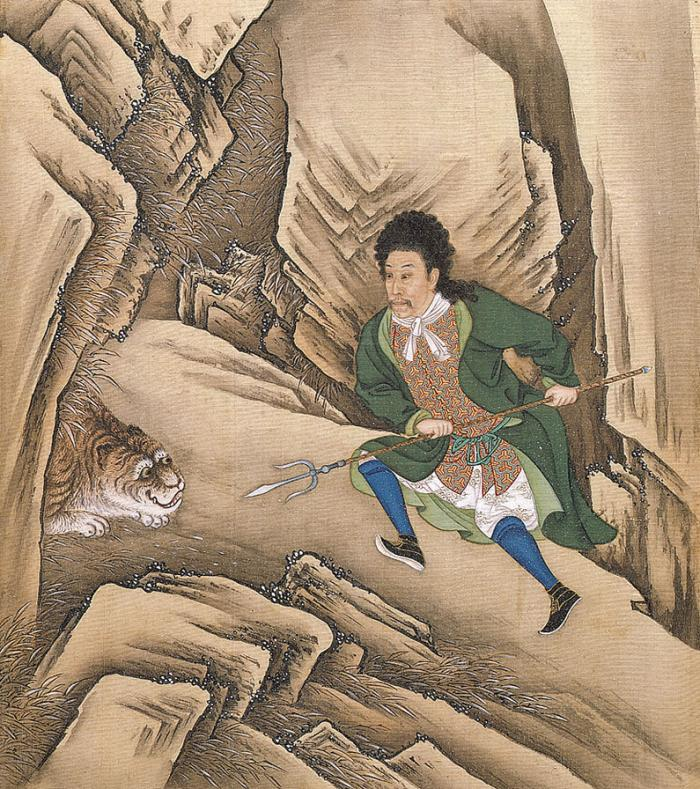
Pintura que muestra a Yongzheng vestido con peluca y ropas europeas atacando a un tigre con una lanza

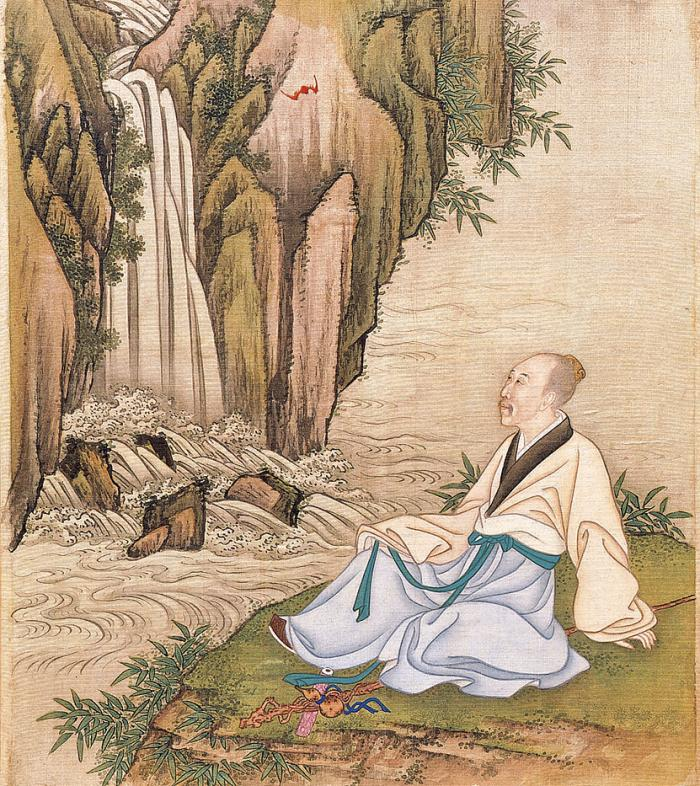
El emperador Yongzheng con traje confuciano.

### Directrices políticas de su reinado
El emperador Yongzheng estableció un estricto gobierno de estilo autocrático, marcado por sus tendencias paternalistas y su legalismo confuciano. Yongzheng detestaba la corrupción, y castigaba severamente a los funcionarios declarados culpables de cualquier delito. A comienzos de su reinado como emperador, el propio Yongzheng expresó su ideario político:
Si se trata de un asunto trivial, no te limites a descuidar la cuestión porque te parezca insignificante. Si se trata de un asunto complejo, no hay que limitarse a ocultarlo porque podría convertirse en un reto. Tener un buen gobierno y disuadir a los sediciosos es el deseo del gobernante. Si los civiles ven una corte juiciosa que es leal y de todo corazón para el país, y ven que la corte abraza a su pueblo; y los civiles sienten la virtud en sus mariscales de la corte, entonces el pueblo no percibiría la corte como una amenaza. Así, no habría razón para tener sediciosos..
Yongzheng percibía que los últimos años de gobierno de su padre había desencadenado gran inestabilidad política, mal gobierno y mucha corrupción. Yongzheng decidió restaurar una administración basada en el "buen gobierno", e inmediatamente después de ascender al trono en 1723 comenzó a acometer una serie de reformas administrativas con las que evitar el faccionalismo que había marcado el final del reinado de su padre Kangxi y zanjar los problemas de corrupción. 
Primeramente, reformuló el papel del emperador dentro del propio gobierno, e insistió en presentarse como un árbitro de su propio gobierno: en vez de tomar partido por una u otra opción política, insistía en que todas las opciones le fueran presentadas y defendidas, para luego tomar una decisión aparentemente imparcial y distanciada de las distintas facciones de la corte. Gran parte de sus proyectos de reformas estuvieron destinados a sortear las inercias burocráticas, perseguir la corrupción, y favorecer al campesinado frente a los abusos de los mandarines.

### Fundación del Gran Consejo
Uno de sus principales caballos de batalla fue la reforma administrativa del estado. Hasta el momento el proceso de toma de decisiones políticas había estado controlado por la Gran Secretaría y la burocracia imperial, que actuaban como un contrapoder al emperador, a menudo obstruyendo o dificultando la toma de decisiones rápidas y robustas que Yonghzheng consideraba eran parte de su prerrogativa como emperador. Gran parte de sus proyectos de reformas estuvieron destinados a sortear las inercias burocráticas, perseguir la corrupción, y favorecer al campesinado frente a los abusos de los mandarines.
A fin de sortear a la burocracia imperial, en 1733 Yongzheng institucionalizó con éxito el Gran Consejo, que permitía al emperador transmitir directrices políticas de manera eficaz y eficiente de región a región, permitiendo así la aplicación de su política de reformas. Con el establecimiento de su Gran Consejo, Yongzheng no sólo fue capaz de desalentar la corrupción, sino que estuvo en condiciones de lanzar varias reformas internas. Por un lado, promovió la reforma agraria, emancipando a los pequeños agricultores y prohibiendo la esclavitud o la servidumbre por deudas, y promoviendo numerosas políticas de apoyo a la agricultura, como la reconstrucción de canales y sistemas de riego. Instituyó asimismo un sistema de graneros imperiales con los que poder hacer frente a hambrunas, ayudando a las regiones afectadas.  Acometió asimismo la reforma fiscal del país, sustituyendo el impuesto de capitación por un impuesto sobre la propiedad, lo que redujo en gran medida la carga fiscal de los civiles. Además, Yongzheng apoyó plenamente la construcción de orfanatos para acoger a los huérfanos, la construcción de escuelas primarias para educar a los niños y los asilos para albergar a los indigentes. Todas estas políticas, influenciadas por las creencias populistas y confucianas de Yongzheng, cimentaron la popularidad de los Qing entre el campesinado, y al mismo tiempo promovieron una explosión demográfica y agrícola cuyos frutos se hicieron evidentes durante el reinado de su hijo, el Emperador Qianlong.

### Racionalización del sistema de nombramiento de personal
A principios del periodo Qing, la mayoría de los puestos gubernamentales de nivel medio-bajo estaban sujetos a un procedimiento de nombramiento mecánico gestionado por la Junta de Personal, que consistía en una regla de sorteo. Más concretamente, los candidatos se clasificaban primero en tres categorías, a saber, titulados, compradores de cargos y funcionarios en espera de promoción, en función de sus fuentes de candidatura. A continuación, estos candidatos o los llamados cargos en espera se asignaban a los distintos puestos mediante un sorteo mensual, conocido como selección por meses. Este procedimiento de nombramiento aleatorio se remontaba a finales de la dinastía Ming. Se dice que Sun Piyang, ministro de la Junta de Personal durante el reinado del emperador Wanli de Ming, inventó el método del sorteo con la intención de introducir la equidad en la selección de personal cuando la corte Ming estaba sumida en la política de facciones. Era evidente que este procedimiento de nombramiento basado en reglas servía para restringir la creación de redes clientelares y la búsqueda de rentas, aunque a costa de la flexibilidad.
Teniendo en cuenta la limitación de la selección mensual, el emperador Yongzheng, inspirado por un memorial de Jin Hong, el comisario administrativo provincial de la provincia de Guangxi, decidió lanzar una reforma estructural del sistema de nombramiento en 1731. En el nuevo sistema de nombramientos, las jurisdicciones locales se clasificaron primero en dos grupos según las dificultades de gobierno. Más concretamente, para priorizar las jurisdicciones locales y asignar el poder de nombramiento en consecuencia, la gobernabilidad de cada jurisdicción se descompuso en cuatro elementos, o cuatro "caracteres": Chong, Fan, Pi y Nan. "Chong" (vía de comunicación) se refería a los lugares situados en las carreteras más transitadas y pretendía captar las características del potencial comercial o la importancia militar. "Fan" (problemático) representaba los lugares con una gran cantidad de asuntos oficiales onerosos. "Pi" (fatigoso) era la zona que tenía dificultades para recaudar impuestos. "Nan" (difícil) se refería a los lugares con sujetos propensos a la delincuencia y con recurrentes enfrentamientos violentos. Además, los puestos de las jurisdicciones que contenían los cuatro elementos se clasificaban como puestos muy importantes y los puestos de los lugares con tres elementos se clasificaban como puestos importantes, mientras que los puestos de los lugares que tenían menos de dos elementos se clasificaban como puestos de nivel medio (dos elementos) o puestos fáciles (un elemento cero) respectivamente.
De este modo, la designación del puesto (Chong, Fan, Pi y Nan) estaba vinculada a la importancia de los asuntos a gestionar por el cargo. El poder de nombramiento se asignaba entonces en base al sistema de clasificación de importancia; los puestos marcados como muy importantes e importantes estaban sujetos al nombramiento discrecional del emperador o de los líderes provinciales, mientras que otros puestos menos importantes seguían siendo asignados por sorteo. Como resultado, los funcionarios de alta calidad eran asignados a los puestos importantes y, a su vez, promovían el gobierno local.
Yi Zhongtian comentó que Yongzheng tenía un gusto muy flexible y pragmático para la inscripción de talentos, basado en los consejos de Ortai: "Entre los asuntos, hay tanto esenciales como triviales, fáciles y desafiantes. Entre las personas, las hay suaves y duras, largas y cortas." El emperador no utilizaba criterios dogmáticos y abstractos de "talentos" y "moralidad", sino que reconocía que cada persona tenía tanto puntos fuertes como defectos y que las tareas que se le encomendaban debían adaptarse a sus rasgos específicos. Por ejemplo, Li Wei tenía una personalidad muy ruda, pero era valiente e inteligente; Yongzheng le asignó tareas relacionadas con la aplicación de la ley, el castigo de los criminales y la liquidación de los rebeldes. Zhu Shih, un erudito de personalidad recta y buena, fue nombrado maestro del futuro Emperador Qianlong. Tian Wenjing tenía muchos defectos de personalidad y fue muy criticado por sus contemporáneos, pero fue favorecido por Yongzheng debido a su laboriosidad, devoción y lealtad. Chang Sanle, jefe del distrito de Wuqiao, tenía una conducta moral recta y transparente, pero le faltaba ímpetu en el trabajo, por lo que fue reasignado a un puesto educativo y apartado de los trabajos administrativos. Sin embargo, el criterio más importante para el magistrado del gobierno era la "sinceridad" hacia el emperador. Los trabajos del magistrado, los informes, las críticas, las sugerencias, incluso los halagos y las adulaciones, debían realizarse con sincera devoción y simpatía hacia los intereses y la postura del emperador. Las sugerencias y las críticas con la debida "sinceridad", aunque fueran defectuosas e incorrectas, solían ser alabadas por Yongzheng. Por otro lado, las sugerencias que se consideraban que sólo servían a los intereses egoístas y a la fama del magistrado, o que sólo buscaban el favor del emperador, incluso si las sugerencias eran precisas y razonables, eran fuertemente criticadas por Yongzheng y el magistrado podía ser castigado severamente. Esa era la razón de los comportamientos aparentemente "erráticos" e "imprevisibles" de Yongzheng a la hora de castigar y recompensar a sus subordinados.

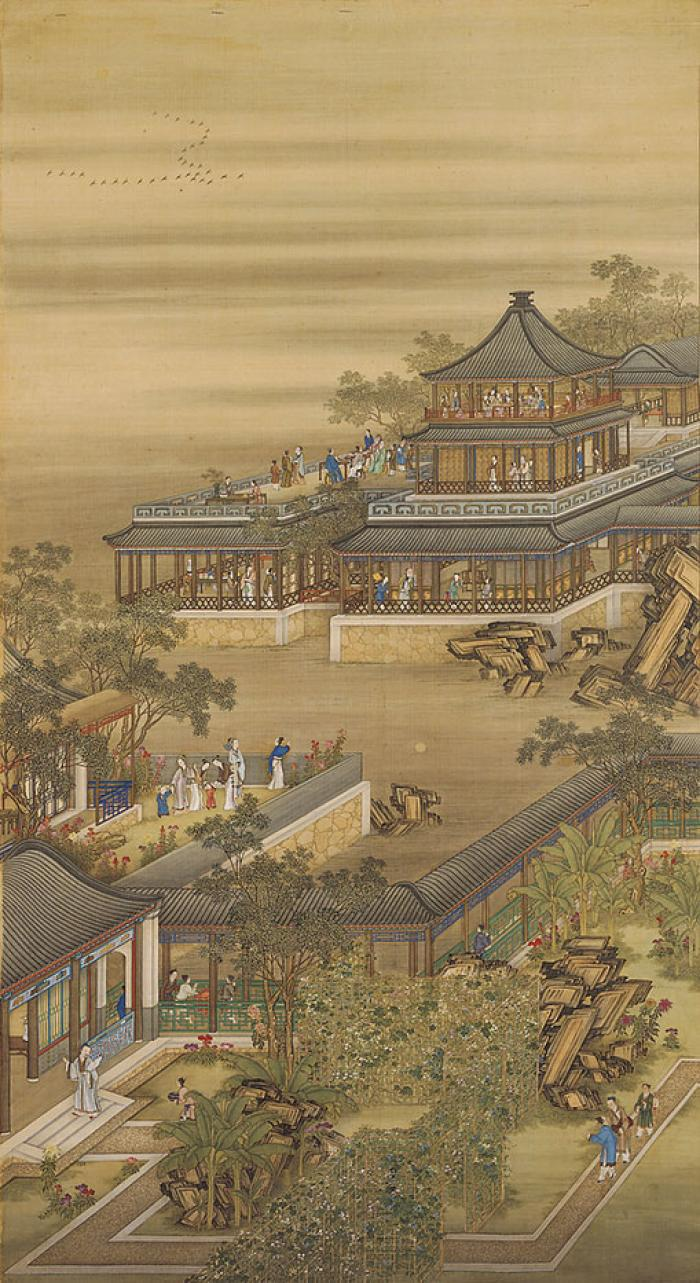
El emperador Yongzheng durante el octavo mes lunar.

#### Acceso al mandarinato
El acceso al mandarinato por medio del sistema de exámenes imperiales era el principal vehículo de movilidad ascendente de la china Qing. Los Qing, de etnia manchú, habían practicado la discriminación étnica desde el establecimiento de su dinastía en China. El acceso a cargos estatales era mucho más sencillo para manchúes que para chinos de etnia han, pues los manchú podían sortear el sistema de exámenes imperiales y acceder al mandarinato por medio de exámenes simplificados. Muchos altos cargos venían acompañados de requisitos que los han difícilmente podían cumplir, como conocimientos de manchú o mongol, y con frecuencia, los altos cargos de la burocracia imperial estaban reservados a personas de etnia manchú. Igualmente, los cargos militares estaban vetados a los chinos de etnia han. Por su parte, los han discriminaban a otros grupos étnicos como los hakka o los miao, que a menudo tenían prohibido presentarse a las oposiciones imperiales. El sistema de exámenes imperiales era igualmente muy exigente, y los candidatos debían contar con suficientes recursos como para poder preparar las oposiciones durante años, con lo que de facto existía un sesgo a favor de los candidatos de familias acaudaladas y provenientes de las provincias más ricas y pobladas. 
Esta segregación étnica y sesgo socioeconómico, junto con el auge de la población, hizo que se redujera el acceso al exámenes imperiales en función de la etnia y la localidad. Esto preocupaba a Yongzheng, puesto que suponía que grandes partes del Imperio eran difíciles de administrar al no contar con suficientes mandarines locales, y porque impedían la integración de las élites multiétnicas en el imperio Qing. Yongzheng, en un intento de permitir que el mayor número posible de personas se presentara a los exámenes de la administración pública, estableció exámenes especiales para los habitantes de la China rural. Estos exámenes especiales se llamaban exámenes Miao y se celebraban en Yunnan; eran exámenes abreviados de nivel provincial, y estaban destinados a facilitar el acceso de los miao a cargos de nivel provincial. Hasta la década de 1730, los hakka no tenían permitido presentarse a los exámenes; Yongzheng legalizó que estas personas se presentaran a los exámenes en un intento de disipar la ira por ser excluidos de los exámenes.

#### El sistema de "informes secretos"
Para captar eficazmente la situación de sus subordinados, Yongzheng fomentó el sistema de "informes secretos" que se había originado durante el reinado de Shunzhi, que también se adaptaba a sus propios gustos de tener conexión personal independiente con cada subordinado. El emperador reclutaba informantes secretos entre mandarines de confianza. Estos informantes tenían el privilegios de informar en privado al emperador de cualquier cosa que les pareciera sospechosa. Los informantes secretos eran muy variados, incluyendo incluso a algunos oficiales de bajo rango, y estaban ampliamente distribuidos por todo el imperio. Para fomentar la sinceridad y el afán de los informantes, su identidad y el contenido del informe se mantenían estrictamente confidenciales. Los propios informantes no se conocían entre sí, y los procedimientos y requisitos de estilo de escritura se simplificaban enormemente a fin de evitar que pudieran ser reconocidos. Estos "informadores secretos" permitían al emperador mantener una amplia red de información sin necesidad de una oficina de espionaje interna especializada. Los informantes secretos no tenían privilegios más allá de remitir los informes secretos, y dichos informes sólo tenían valor de referencia, pero no autoridad legal, lo que impedía el abuso de autoridad del informante como los agentes de espionaje interno Ming. Además, para evitar las falsas acusaciones y los informes incorrectos de los informantes, Yongzheng recogía la información de varias fuentes, y la persona acusada también tenía la oportunidad de defender sus acciones y demostrar su inocencia. Bajo un gobernante capaz, los informes secretos en realidad protegían a los magistrados inocentes de las acusaciones erróneas, ya que los informes proporcionan fuentes de información alternativas además de los cargos oficiales.

### Lucha contra la corrupción y reformas económicas
A su muerte, Kangxi dejó a su sucesor un déficit presupuestario, insuficientes ingresos fiscales y enormes deudas. La corrupción estaba muy extendida, y los magistrados y aristócratas tomaban frecuentemente dinero prestado del tesoro nacional sin después devolverlo. Nada más ser entronizado, Yongzheng inició inmediatamente la lucha contra la corrupción. Aprovechando su experiencia durante la época de príncipe, el emperador utilizó un enfoque poco convencional: primero se anticipó a las contramedidas que los magistrados corruptos podrían emplear para evadir el castigo del Estado, y luego ideó las propias contramedidas del emperador contra los magistrados.
Para contrarrestar las redes corruptas de los magistrados locales, Yongzheng organizó un grupo de inspectores formado por comisarios imperiales independientes y jefes locales "limpios", asistidos por un grupo de oficiales regionales. Cuando un magistrado regional era declarado culpable, era sustituido por un miembro correspondiente entre el grupo de inspectores que no tenía ninguna conexión de intereses con la camarilla local y que por tanto, haría lo posible por continuar la purga. Además, se prohibió a la población local prestar dinero a sus magistrados, impidiéndoles transferir temporalmente el dinero prestado al tesoro local para enmascarar los déficits. Yongzheng también creó una comisión auditora independiente para examinar todos los documentos de gastos e ingresos, evitando así que los funcionarios locales sobornaran al Ministerio de Hacienda para falsificar informes financieros. Para evitar que los magistrados falsificaron los casos de corrupción como meros "gastos deficitarios", Yongzheng exigió que se investigara primero el caso de los gastos deficitarios, y que se realizara primero el castigo, la sanción y la compensación en el caso de los gastos deficitarios. La equiparación entre el gasto deficitario y la corrupción estaba estrictamente prohibida.
Para evitar que los magistrados culpables siguieran explotando al pueblo para compensar el déficit, Yongzheng destituía inmediatamente al magistrado antes de que comenzara la compensación. Los magistrados destituidos ya no tenían autoridad sobre el pueblo y no tenían otra opción que utilizar sus propias propiedades para compensar al tesoro imperial. Como el magistrado castigado podía utilizar otras conexiones como alternativa a su autoridad perdida, el pago de compensaciones en su nombre también estaba estrictamente prohibido. También se confiscaban las propiedades de sus familiares y allegados para el pago de la indemnización si era necesario. En los casos de magistrados que se suicidaban para evitar el castigo, Yongzheng exigía que sus familiares y descendientes tuvieran que asumir el castigo y la indemnización por el fallecido. El propio emperador admitió que quería ver a los descendientes del magistrado culpable "vivir en la pobreza y la miseria". El drástico castigo de Yongzheng le valió el apodo de "Emperador de la confiscación".
Además de los duros castigos, Yongzheng también mejoró los ingresos de los funcionarios del Estado para eliminar su incentivo a la corrupción. Creó un "Fondo para la transparencia" a partir de los ingresos adicionales del gobierno, que ahora estaba regulado y controlado por el gobierno central, para proporcionar abundantes dietas a los magistrados del estado, lo que permitía cubrir sus gastos diarios sin aceptar sobornos. Los magistrados que no podían acogerse al dinero del Fondo también recibían otro tipo de asignaciones, y los funcionarios en viaje de negocios también recibían una asignación para cubrir sus gastos esenciales, que debían comunicar al gobierno. Las dietas de "transparencia", además de eliminar el incentivo a la corrupción, también ayudaban a dar a conocer los ingresos de los magistrados y permitían al Estado controlar, evaluar y detectar cualquier posible indicio de corrupción. Además, todo tipo de regalos y "honorarios rituales" estaba ahora estrictamente prohibido.

#### Agricultura e impuestos sobre las tierras
Durante el reinado de Kangxi se había producido un crecimiento masivo de la población China. Esto había llevado a un aumento de la demanda de grano y alimentos por parte de la población campesina y militar, por lo que el emperador Yongzheng lanzó una campaña de roturación de nuevas tierras destinadas a la agricultura. Ideó una política de incentivos fiscales por medio de la cual autorizaba a los funcionarios de los gobiernos locales y provinciales a eximir de impuestos de 5 a 10 años a todo aquél que adquiriera tierras destinadas específicamente a la agricultura. Esta campaña dio lugar a más de 400.000 nuevos hectáreas de tierra cultivable. Si bien estas campañas permitieron obtener más alimentos y tierras para la población, también llevaron a los funcionarios a mentir sobre la cantidad de tierra cultivable que aportaban para obtener las vacaciones fiscales. Estas vacaciones fiscales también elevaron la carga impositiva del resto de la población, que de facto subvencionó la roturación de nuevas tierras.
El creciente número de niños huérfanos o de familias pobres llegó con el enorme crecimiento de la población Qing. El emperador Yongzheng trató de remediarlo ordenando que se construyeran orfanatos (también llamados casas para pobres) en todos los condados. Estos orfanatos no eran financiados por el gobierno local, provincial o de alto nivel, sino que eran financiados y mantenidos por el sector privado. Estos orfanatos existían menos para ayudar a la población local a salir de la pobreza y más para servir de modelo de cómo los funcionarios ricos debían actuar con las poblaciones empobrecidas.

#### Privilegios de la nobleza
El Emperador Kangxi dispuso que los eruditos que hubiesen aprobado el Examen Imperial en cualquier nivel pudieran eludir los castigos del sistema legal dependiendo del nivel de los exámenes que hubiesen aprobado. En lugar de las repercusiones legales por los delitos, los funcionarios delincuentes eran recomendados al comisario de educación del condado para recibir asesoramiento. Esto llevó a la corrupción de los funcionarios, que ya no estaban sujetos a la ley. En un intento de frenar esto, el emperador Yongzheng hizo ilegal ofrecer privilegios a los funcionarios que pasaban por el sistema legal. Esto no duró mucho tiempo ya que el Emperador Qianlong restableció los privilegios legales para los funcionarios que habían pasado el Examen Imperial poco después de convertirse en emperador después de Yongzheng.

#### Privilegios fiscales
A mediados de la década de 1720 del imperio Qing, existían complejos niveles de jerarquías fiscales establecidos por el emperador Kangxi para separar a la población en diferentes tramos fiscales. Los hogares con funcionarios del gobierno se encontraban en tramos fiscales privilegiados que conllevaban exenciones fiscales no sólo para la familia inmediata del hogar sino también para los miembros de la familia extensa. El emperador Yongzheng eliminó estos tramos fiscales privilegiados, ya que consideraba que la alta burguesía local era una competencia para el trono. Al igual que los privilegios legales que ofrecía la superación del Examen Imperial, poco después del final del reinado del emperador Yongzheng, el emperador Qianlong restableció rápidamente los tramos fiscales privilegiados.

#### Comercio con Occidente
Frente a la relativa permisividad de Kangxi para con el comercio entre China y Europa que empezaba a aflorar en Cantón, Amoy, Ningbo y otros puertos del sur de China, Yonzheng instauró una política más restrictiva al respecto. Su principal motivación era fiscal: la corrupción endémica que había heredado había mermado los ingresos aduaneros, y Yongzheng decidió controlar más directamente el comercio occidental a fin de asegurarse una fuente constate de ingresos. En 1725 restituyó la casa de contratación de Cantón, la Yánghuò Háng (洋货行, literalmente "Casa de Comercio del Océano"), y obligó a todos los hong (casas comerciales) dedicados al comercio con occidente a registrarse en la misma, y hacerse responsables del pago de tasas aduaneras. Las casas mercantiles chinas pertenecientes se agruparon en una organización informal llamada Cohong, sistema que sentaría las bases del futuro sistema de Cantón que expandiría su sucesor Qianlong. Igualmente, Yongzheng emitió la primera prohibición del comercio de opio.

#### Señoreaje y reservas de plata
La plata constituía la base monetaria de la China Qing. Ansiosos de garantizar la pureza de la misma, los Qing habían instituido un sistema para verificar la validez y la pureza de la moneda que se cambiaba. Los taeles de plata se enviaban a tasadores oficiales para que hicieran el trabajo de verificación. Durante la tasación se perdía algo de plata en el proceso, esta plata perdida debía ser cubierta por el pagador. Este cargo adicional por la plata perdida se conoció como tasa de fundición o "señoreaje". Estos señoreajes eran una fuente de ingresos muy importante para los gobiernos locales. Se convirtió en una práctica el sobornar a los tasadores para evitar las tasas de fundición. Yongzheng intentó prohibir todos los sobornos para evitar estas tasas y también ordenó oficialmente las tasas de fundición como fuente de ingresos locales. Estos mandatos ayudaron a que la plata se convirtiera en una parte importante de la economía Qing.

#### Presupuesto nacional
Tras las reformas de 1729, los ingresos del tesoro aumentaron de 32.622.421 taeles de plata en 1721 a unos 60 millones de taeles en 1730, superando el récord establecido durante el reinado del emperador Kangxi; pero la pacificación de la zona de Qinghai y la defensa de las zonas fronterizas supusieron una pesada carga para el tesoro. Salvaguardar las fronteras del país costaba 100.000 taeles al año. El presupuesto militar total ascendía a unos 10 millones de taeles al año. A finales de 1735, los gastos militares habían agotado la mitad del tesoro, dejando 33,95 millones de taeles. 

## Campañas militares en el noroeste de China

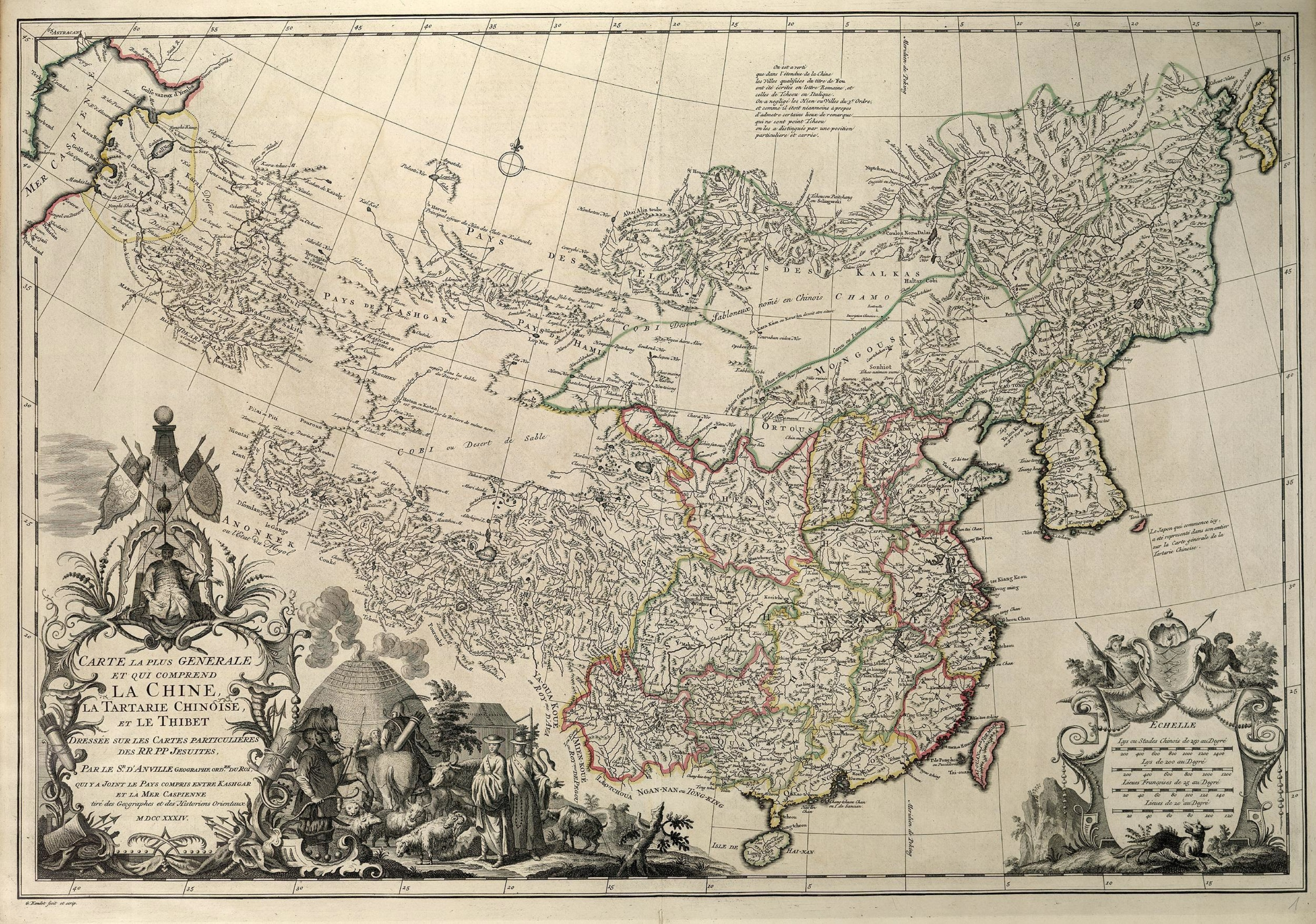
Mapa francés de "China y la Tartaria china" de la época de Yongzheng (1734)

Al igual que su padre, el emperador Yongzheng utilizó la fuerza militar para preservar la posición del Imperio Qing en Mongolia Exterior. Cuando el Tíbet se vio desgarrado por la guerra civil en 1727-1728, Yongzheng intervino a favor del Dalái lama. Tras ganar la contienda y restaurar al Dalái lama en Lhasa, éste aceptó el vasallaje chino, y Yonzheng dejó residente Qing (el amban) y una guarnición militar para salvaguardar los intereses de la dinastía.
El 1 de noviembre de 1728, tras la reconquista Qing de Lhasa, en el Tíbet, varios rebeldes tibetanos fueron acuchillados por oficiales y funcionarios manchúes Qing. El presidente manchú Qing de la Junta de la Oficina Civil, Jalangga, el subcanciller mongol Sen-ge y el general de brigada Manchu Mala ordenaron rebanar a los rebeldes tibetanos Lum-pa-nas y Na-p'od-pa. Ordenaron a gZims-dpon C'os-ac'ad (Hsi-mu-pen ch'ui-cha-t'e), hijo de Lum-pa-nas y rNog Tarqan bsKal-bzajn-c'os-adar y dKon-mc'og-lha-sgrub (Kun-ch'u-k'o-la-ku-pu) y dGa'-ldan-p'un-ts'ogs (K'a-erh-tan-p'en-ch'u-k'o), hijos de Na-p'od-pa a ser decapitados. Byams-pa (Cha-mu-pa) y su hermano Lhag-gsan (La-k'o-sang) y sus hermanos, menores y mayores, hijas, esposas y madre fueron exiliados tras la decapitación de su padre sByar-ra-nas.
Los manchúes escribieron que "daban ejemplo" al obligar a los tibetanos a ver públicamente las ejecuciones de los rebeldes tibetanos de corte como Na-p'od-pa, ya que decían que la naturaleza del tibetano era cruel. Los tibetanos exiliados fueron esclavizados y entregados como esclavos a los soldados en Ching-chou (Jingzhou), K'ang-zhou (Kangzhou) y Chiang-ning (Jiangning) en las residencias de los mariscales de allí. El administrador universitario tibetano rNam-rgyal-grva-ts'an (gner-adsin) y el Lama sKyor'lun fueron atados junto con Lum-pa-nas y Na-p'od-pa en 4 andamios (k'rims-sin) para ser rebanados. Los manchúes utilizaron cerrojos de mosquete para disparar 3 salvas y luego los manchúes estrangularon a los 2 lamas, mientras que rebanaron (Lingchi) a Lum-pa-nas y Na-p'od-pa hasta la muerte mientras decapitaban a los otros 13 líderes rebeldes. La población tibetana quedó deprimida por la escena. Todos los familiares de los rebeldes tibetanos, incluidos los niños pequeños, fueron ejecutados por los Qing, excepto la familia exiliada y deportada de sByar-ra-ba, que fue condenada a ser esclava, y la mayoría de los exiliados condenados a la deportación murieron en el proceso de deportación. El espectáculo de las ejecuciones públicas funcionó con los tibetanos, ya que fueron "acobardados hasta la sumisión" por los Qing. Incluso el colaborador tibetano con los Qing, Polhané Sönam Topgyé (P'o-lha-nas) se sintió triste al ver que sus compañeros tibetanos eran ejecutados de esta manera y rezó por ellos. Todo esto se incluyó en un informe enviado al emperador Qing de la época, el emperador Yongzheng. El general chino Han Qing Yue Zhongqi entrevistó al colaborador tibetano con los Qing, Polhané Sönam Topgyé (P'o-lha-nas) en relación con su participación en el aplastamiento de los rebeldes tibetanos y envió un informe al emperador Qing Yongzheng el 17 de agosto de 1728.
Para la campaña del Tíbet, el emperador Yongzheng envió un ejército de 230.000 personas dirigido por Nian Gengyao contra los Dzungars y su ejército de 80.000 personas. Debido a la geografía, el ejército Qing (aunque superior en número) fue al principio incapaz de enfrentarse a su enemigo más móvil. Finalmente, se enfrentaron a los zúngaros y los derrotaron. Esta campaña costó al tesoro al menos ocho millones de tael de plata. Más tarde, durante el reinado del emperador Yongzheng, éste envió un pequeño ejército de 10.000 personas para luchar contra los zúngaros. Sin embargo, ese ejército fue aniquilado y el Imperio Qing se enfrentó al peligro de perder el control de Mongolia. Un aliado del Imperio Qing, los mongoles Khalkha, derrotaría más tarde a los zúngaros.

### Identificación del Imperio Qing con China
Desde la época del Emperador Shunzhi, los emperadores Qing habían identificado a China con al Imperio Qing, y en los tratados y documentos diplomáticos el Imperio Qing se refería a sí mismo "China". Durante los reinados de los emperadores Kangxi y Yongzheng, "China" (Dulimbai Gurun en manchú) se utilizaba como nombre del Imperio Qing en los documentos oficiales en lengua manchú, identificando al Imperio Qing y a China como la misma entidad, apareciendo "Dulimbai Gurun" en 160 documentos diplomáticos oficiales entre el Imperio Qing y el Imperio Ruso. El término "China" fue redefinido por los emperadores Qing para ser una entidad multiétnica que incluía a grupos étnicos no han y a sus territorios. China y Qing se equipararon notablemente y cada vez más durante el reinado del emperador Qianlong, con el emperador Qianlong y el gobierno Qing escribiendo poemas y documentos utilizando tanto el nombre chino Zhongguo como el nombre manchú Dulimbai Gurun. En comparación con los reinados de los anteriores emperadores Qing, como los emperadores Yongzheng y Kangxi, el uso de China para referirse al Imperio Qing aparece más durante el reinado del emperador Qianlong, según los estudiosos que examinaron los documentos sobre las relaciones sino-rusas.
El emperador Yongzheng se pronunció en contra de la afirmación de los rebeldes anti-Qing de que los Qing sólo eran gobernantes de Manchú y no de China, diciendo "Los rebeldes sediciosos afirman que somos los gobernantes de Manchú y que sólo más tarde penetramos en la China central para convertirnos en sus gobernantes. Sus prejuicios sobre la división de su país y el nuestro han provocado muchas falsedades vitriólicas. Lo que estos rebeldes no han entendido es el hecho de que es para los manchúes lo mismo que el lugar de nacimiento es para el pueblo de la llanura central. Shun pertenecía a Yi Oriental, y el Rey Wen a Yi Occidental. ¿Acaso este hecho disminuye sus virtudes?"

## Religión

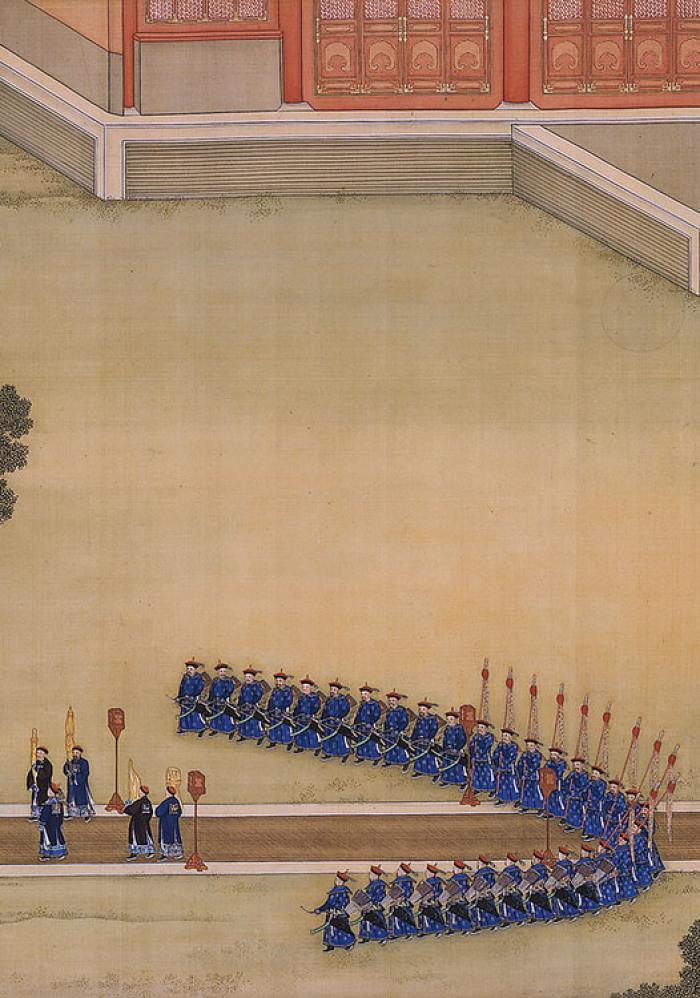
El Emperador Yongzheng ofreciendo sacrificios en el altar del Dios de la Agricultura, Shennong

El pueblo chino era extremadamente diversos y multiétnicos, ya que no todas las regiones se sometieron a la sinificación bajo el dominio de los manchúes. De acuerdo con el Libro de los Ritos, los manchúes de Qing optaron por respetar el patrimonio cultural local y decidieron no obligar a sus súbditos a aculturarse y sinicizarse. Los manchúes de Qing reconocieron que cada región tenía la prerrogativa de preservar su identidad, su patrimonio, su tradición cultural y su fe religiosa. Por lo tanto, se permitió a cada región mantener sus creencias y su forma de adorar al cielo. Por otro lado, dado que los plebeyos conservaron sus formas, Qing, Yongzheng en particular, alienta mucho a que las élites manchúes también conserven su identidad étnica y sus formas distintivas de adorar al cielo.> El emperador Yongzheng declaró: "El Señor del Cielo es el mismo Cielo.... En el imperio tenemos un templo para honrar al Cielo y sacrificarle. Los manchúes tenemos el Tiao Tchin. El primer día de cada año quemamos incienso y papel para honrar al Cielo. Nosotros los manchúes tenemos nuestros propios ritos particulares para honrar al Cielo; los mongoles, chinos, rusos y europeos también tienen sus propios ritos particulares para honrar al Cielo. Nunca he dicho que él [Urcen, un hijo de Sunu] no pudiera honrar al cielo, sino que cada uno tiene su manera de hacerlo. Como manchú, Urcen debería hacerlo como nosotros".
Durante la dinastía Ming, a mediados de la década de 1580, un jesuita italiano, Matteo Ricci, no sólo estudió la lengua china para comprender al pueblo y la cultura china, sino que también se adentró en los clásicos confucianos y adoptó la túnica de letrado oficial durante su estancia cerca de la provincia comercial de Cantón. La misión de Matteo Ricci había sido la de introducir el cristianismo en China, y logró construir una iglesia en Pekín en 1601, la llamada Catedral de la Inmaculada Concepción. Johann Adam Schall von Bell, un jesuita alemán, entró en China en 1619, aprendió el idioma chino en 1623 en Macao, y más tarde fue nombrado en la Oficina Astronómica Imperial en 1630 por los Ming, incluso después de la caída de Ming al ascenso de Qing, la presencia de Schall fue bien recibida por los manchúes de Qing y fue nombrado como jefe de la Oficina Astronómica Imperial. Los relatos de Matteo estableciendo la institución de su Iglesia durante la dinastía Ming y de jesuitas como Schall que pudo adquirir un puesto burocrático en la corte de los Qing era evidente que China en un momento dado sí acogió cosas fuera de sus fronteras, como la fe religiosa que trajeron los misioneros, por ejemplo. A pesar de que las iglesias católicas condenaron la práctica de los ritos chinos en 1645 en toda China, los misioneros católicos continuaron con su práctica hasta que concluyó la Controversia de los Ritos en 1742.
El emperador Yongzheng estaba firmemente en contra de los conversos cristianos entre los manchúes. Advirtió que los manchúes debían seguir sólo la forma manchú de adoración del Cielo ya que los diferentes pueblos adoraban al Cielo de forma diferente. Alarmado por el creciente proselitismo cristiano, en 1724, el emperador Yongzheng emitió un decreto que proscribía el Catolicismo. A esto le siguió la persecución de los cristianos chinos que se incrementó constantemente durante el reinado del hijo del emperador Yongzheng, el emperador Qianlong.
El culto ancestral se entendía como la tradición consuetudinaria china más que como un ritual religioso. Sin embargo, como las iglesias católicas condenan los ritos chinos y la decisión de la "Iglesia de prohibir la aceptación de los ritos chinos por parte de los jesuitas" en la China Qing, porque la Iglesia consideraba que la práctica era incompatible con la fe católica, llevó al destierro misionero por parte de Qianlong en 1742 CE como respuesta a la decisión de la Iglesia católica.

#### Destrucción de la autonomía de las minorías étnicas
El emperador Yongzheng nombró al funcionario manchú Ortai que abolió violentamente los estados hereditarios de las minorías étnicas como los pertenecientes a la minoría étnica pueblo Miao en todo el suroeste de China en Yunnan, Guizhou y Guangxi.

## Muerte y sucesión
El emperador Yongzheng gobernó el Imperio Qing durante 13 años antes de morir repentinamente en 1735 a la edad de 56 años. La leyenda sostiene que fue asesinado por Lü Siniang, una hija o nieta de Lü Liuliang, cuya familia fue ejecutada por crímenes literarios contra el gobierno Qing. Otra teoría era que Lü Siniang era la amante del emperador Yongzheng, y la verdadera madre del emperador Qianlong, pero éste se negó a que se convirtiera en emperatriz.
Se acepta generalmente que murió mientras leía documentos de la corte, y es probable que su muerte fuera el resultado de un envenenamiento a consecuencia de los diversos elixires de inmortalidad que Yongzheng consumía en la creencia de que prolongaría su vida. Según Zhang Tingyu, Yongzheng, en su lecho de muerte, mostró síntomas de envenenamiento y, tras su muerte, su sucesor, el emperador Qianlong, desalojó a todos los sacerdotes taoístas del palacio, posiblemente como castigo por este incidente.
Para evitar una crisis de sucesión como la que él había afrontado, se dice que el emperador Yongzheng ordenó a su tercer hijo Hongshi (un aliado de Yinsi) que se suicidara. También ideó un sistema para que sus sucesores eligieran a sus herederos en secreto. Escribió el nombre de su sucesor elegido en dos pergaminos, colocó un pergamino en una caja sellada y mandó guardar la caja detrás de la estela en el Palacio de Qianqing. La otra copia la guardaba con él o la escondía. Tras su muerte, los funcionarios comparaban el pergamino de la caja con la copia que había guardado. Si se consideraba que eran idénticos, la persona cuyo nombre aparecía en el papel sería el nuevo emperador.
El emperador Yongzheng fue enterrado en las tumbas Qing occidentales 120 kilómetros (74,6 mi) al suroeste de Pekín, en el complejo de mausoleos Tai (泰) (conocido en manchú como Elhe Munggan). Su cuarto hijo Hongli, entonces todavía conocido como "Príncipe Bao (del Primer Rango)", le sucedió como Emperador Qianlong. El emperador Qianlong rehabilitó a muchas figuras que habían sido purgadas durante el reinado de su padre, incluyendo la restauración de los honores a muchos de sus tíos que habían sido rivales de su padre en la lucha por la sucesión.